# Cipó-Guaçu
Cipó-Guaçu é um distrito do município brasileiro de Embu-Guaçu, que integra a Região Metropolitana de São Paulo.

## História

### Origem
A história de Cipó-Guaçu começa com a chegada de imigrantes alemães a São Paulo no ano de 1829, constituindo-se os primeiros povoadores europeus da Zona Sul da Grande São Paulo. Vindos a partir da promessa do então imperador do Brasil D. Pedro I de ceder aos imigrantes subsídios, terras para o cultivo e instrumentos de trabalho, para iniciarem em território brasileiro suas novas vidas.
Após desembarcarem dos navios no porto de Santos, a princípio os colonos deveriam seguir para o bairro do Rio Bonito e para a Colônia de Itapecerica da Serra, no antigo município de Santo Amaro onde ranchos deveriam ser construídos.

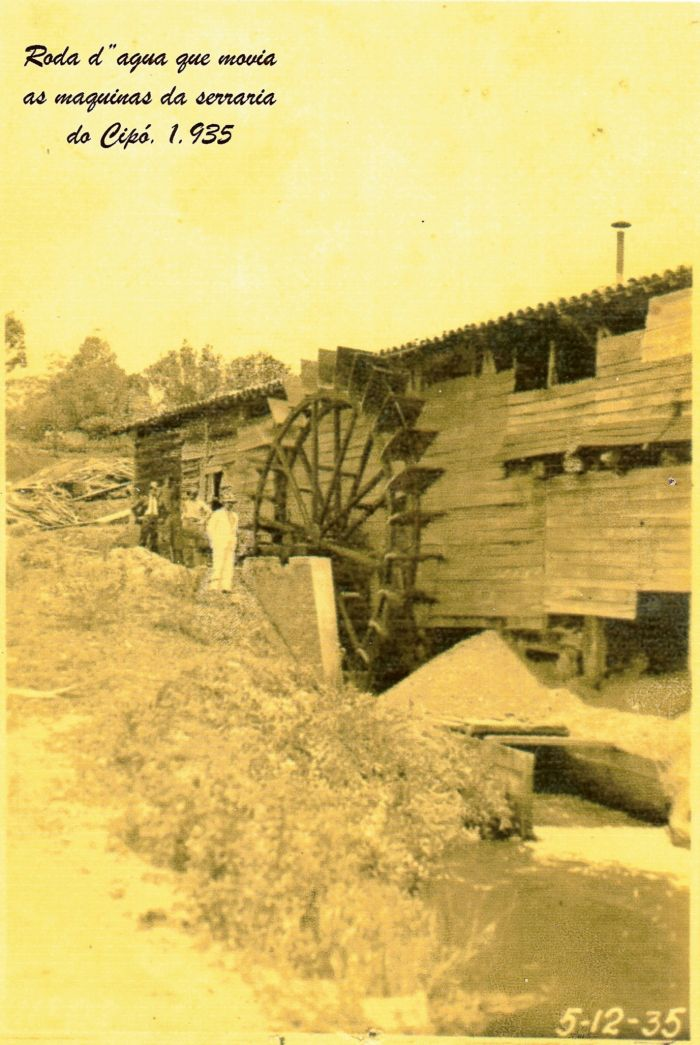
Roda d'água que movia as máquinas da serraria em 1935.

Após muita espera, contratempos e a ocorrência de conflitos pela posse de terras, D. Pedro II efetuou a divisão de terras da região, distribuindo-as entre as famílias de imigrantes. Contudo, a realidade não foi a esperada, pois os colonos foram alojados em territórios afastados, em meio a várzeas e Mata Atlântica fechada, derrubada a machado para poderem iniciar seus cultivos. Neste período, tamanha era a dificuldade que até mesmo as mulheres ajudavam no trabalho pesado. Muitos partiram para outras regiões mais férteis, como o interior de São Paulo ou o Sul do país, mas boa parte da colônia permaneceu. O isolamento se deu por exigência dos fazendeiros escravocratas de Santo Amaro, que temiam rebeliões e não os queriam próximos aos seus escravos.
Obras da época narram: "os Schunck não foram para a Colônia de Itapecerica, mas sim iniciaram o trabalho na lavoura do Sítio em Rio Bonito." Coube à família Schunck a região entre os rios Guarapiranga e Grande, de Interlagos até as matas de Embu-Guaçu, no ano de 1860. Seu principal colonizador foi Heinrich Schunck (nascido em 24 de junho de 1776 em Lauterecken, distrito de Kusel, estado da Renânia-Palatinado - Alemanha), vindo com sua esposa M. Katharina Schorg e seus 6 filhos: Elisabeth, Margaretha, Heinrich (Henrique II), Philippina, Juliana e Pedro. 
Seu filho Heinrich (Henrique II) que chegou com a idade de dezoito anos, juntamente com seus pais, tornou-se tropeiro. Transportando café de Campinas para Santos, com isso adquiriu um sítio próprio e uma boa situação financeira. Por iniciativa própria promoveu o desenvolvimento dos povoados da região com a abertura de uma nova estrada que cruzava as terras de sua família e de outros imigrantes da região, a antiga estrada de Parelheiros (atual Av. Sadamu Inoue), que ligava a vila de Embu-Guaçu até a vila de São José, de onde se podia partir para Rio Bonito e Santo Amaro. 
Heinrich (Henrique II) ajudou muito os novos imigrantes a se estabelecerem na região, pois falava o alemão e o português. Com o passar dos anos, a família Schunck foi abrindo mão de parte de suas terras para novas famílias, entre elas as famílias Poletti, Boemer, Roschel e Gottsfritz. Relatos da época citam: "João Roschel e Margarida Hillen chegaram ao Brasil no início de julho de 1856. Eles se instalaram no Bairro Santa Cruz, atual Parelheiros, e adquiriram terras pertencentes a Henrique Schunck, do qual tiveram grande ajuda para começar...".
No final do século XIX, seu filho primogênito, Henrique Schunck Filho (Henrique III), estabeleceu sua fazenda nas margens do ribeirão do Cipó, próximo ao povoado de Embu-Guaçu.

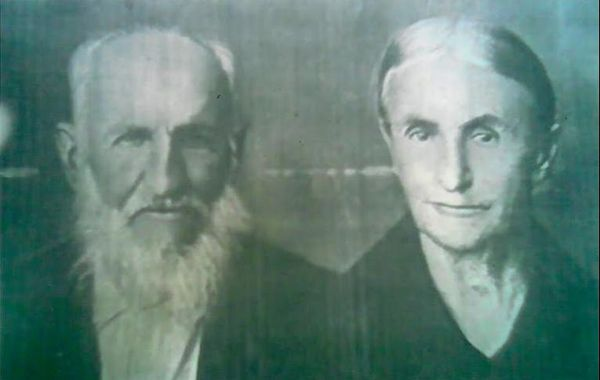
Henrique Schunck e Maria André Klaus.

Henrique Schunck nasceu no dia 30 de agosto de 1852 no antigo município de Santo Amaro e morreu em 17 de dezembro de 1930 e foi enterrado no Cemitério de Parelheiros. Casou-se com a jovem Maria André Klaus e fundou o povoado de Cipó-Guaçu em suas terras. Maria André Klaus Schunck, que era professora, fundou a primeira escola de Cipó-Guaçu no ano de 1930.

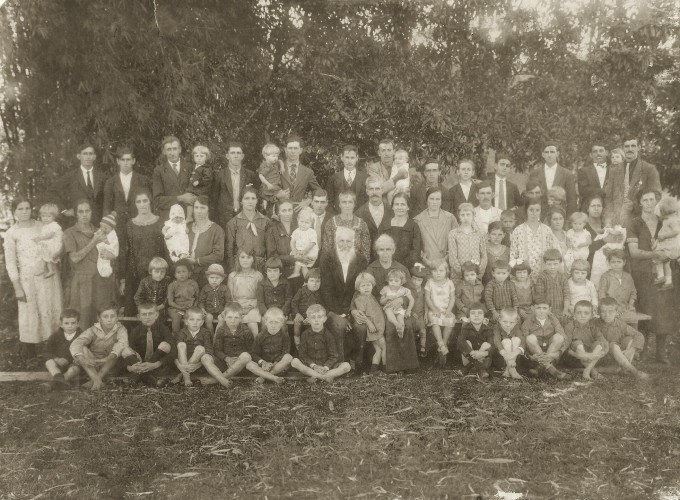
Bodas de ouro de Henrique Schunck e Maria André Klaus.

Logo, outras famílias como Rocumback, Roschel, Klein, Mentone e Freire se estabeleceram em Cipó-Guaçu e juntos trabalharam para o desenvolvimento da região. 
Na fazenda Henrique Schunck construiu uma serraria para transformar a madeira extraída da região. A moderna serraria era abastecida por energia elétrica gerada por uma roda d'água, construída por ele mesmo. Na obra de Friedrich Sommer (1945, p. 308), onde encontramos também valiosos relatos sobre os primeiros habitantes de Santo Amaro, este local é ilustrado. O autor escreve sobre os Schunck: “Os Schunck, família grande e importante, possuem uma enorme propriedade. No bairro Cipó ou São João da Boa Vista em Santo Amaro, encontra-se a fazenda de Henrique Schunck, com uma moderna Serraria e iluminação elétrica.”
Na época, os rios eram muito utilizados para escoar mercadorias. As canoas serviam para o transporte de alimentos, principalmente entre o povoado do Cipó e o povoado de Embu-Guaçu.
Em 1929 chegaram á região as obras da Linha Mairinque Santos da Estrada de Ferro Sorocabana, que ligaria o interior paulista ao porto de Santos. No povoado foi construído uma estação com o nome de Cipó, inaugurada em 1934. Inicialmente feita de madeira, recebeu um prédio de alvenaria somente dois anos depois.
Mais tarde, teve o seu nome alterado para Mário Souto, em homenagem àquele que havia sido o engenheiro-chefe das obras do ramal. Em 1986, os desvios foram retirados e a parada passou a ser efetuada numa plataforma coberta existente a alguns metros da antiga estação. Em 1997, a parada foi totalmente desativada juntamente com o fim do transporte de passageiros.
Atualmente no centro de Cipó-Guaçu, bem próximo de onde ficava a antiga serraria, está localizada a Praça Henrique Schunck em homenagem ao fundador. Nesta praça está localizada a Igreja de São Sebastião, padroeiro do distrito. 

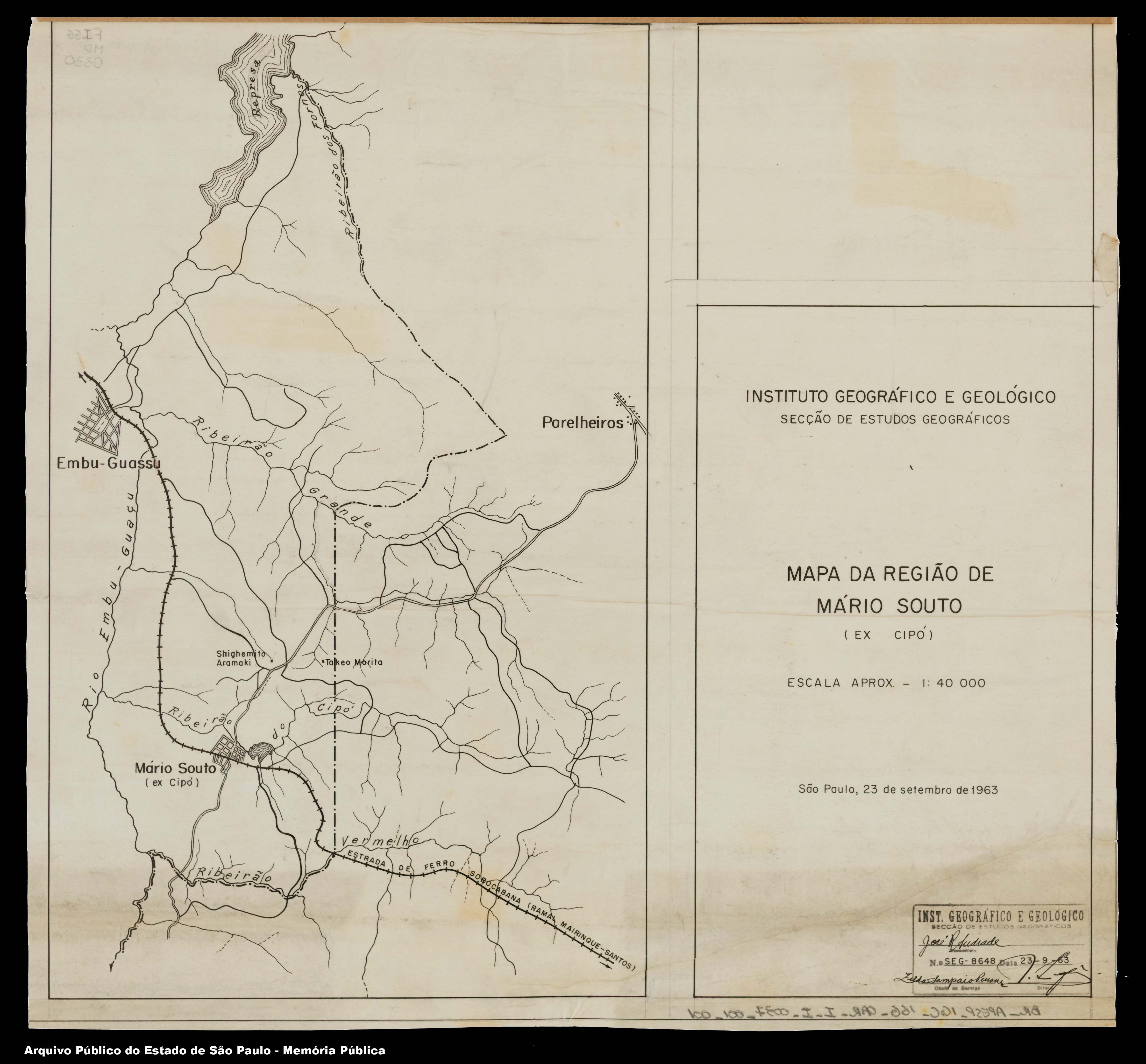
Planta da região de Cipó (1963).

### Formação administrativa
- Decreto nº 23.588 de 31/08/1954 - Cria a 2.ª Subdelegacia de Polícia na localidade conhecida pela denominação de Cipó, no distrito de Embu-Guaçu, município de Itapecerica da Serra[5].
- Pedido para criação do distrito através de processo que deu entrada na Assembléia Legislativa do Estado de São Paulo no ano de 1963, mas como não atendia os requisitos necessários exigidos por lei para tal finalidade o processo foi arquivado[6].
- Lei Ordinária nº 768 de 03/09/1990 - Dispõe sobre a criação do Distrito de Cipó-Guaçu[7].

### Pedido de emancipação
O distrito tentou a emancipação político-administrativa e ser elevado à município, através de processo que deu entrada na Assembléia Legislativa do Estado de São Paulo no ano de 1993, mas como não atendia os requisitos necessários exigidos por lei para tal finalidade o processo foi arquivado.

## Geografia

### Localização
Distante cerca de 7 km do centro, é o único distrito do município além do distrito sede.

### Demografia

#### População urbana
| Crescimento população urbana | Crescimento população urbana | Crescimento população urbana | Crescimento população urbana |
| Censo                        | Pop.                         |                              | %±                           |
| ---------------------------- | ---------------------------- | ---------------------------- | ---------------------------- |
| 1991                         | 11 274                       |                              | —                            |
| 2000                         | 16 251                       |                              | 44,1%                        |
| 2010                         | 19 663                       |                              | 21,0%                        |
| Fonte: IBGE e Fundação SEADE |                              |                              |                              |

#### População total
Pelo Censo 2010 (IBGE) a população total do distrito era de 19 663 habitantes.

### Área territorial
A área territorial do distrito é de 23,079 km².

### Ocupação do território
Atualmente a região do distrito de Cipó-Guaçu é composta por uma área central de vocação comercial. Há também, grandes áreas rurais mais afastadas com agricultura, belas áreas de Mata Atlântica remanescente e sítios de veraneio. Por fim, áreas de ocupação mais recentes em torno do centro, constituída basicamente de população de classe baixa, entrando-se em um alarmante processo de favelização. Isto se dá decorrente principalmente de ocupações irregulares e o baixo suporte do governo local a região.

### Rodovias
Os principais acessos à Cipó-Guaçu são as estradas vicinais que ligam o distrito à Embu-Guaçu, Parelheiros e Marsilac.

### Ferrovias
Linha Mairinque-Santos (Sorocabana), a ferrovia é operada atualmente pela Rumo Malha Paulista.

## Serviços públicos

### Registro civil
Feito na sede do município, pois o distrito não possui Cartório de Registro Civil das Pessoas Naturais.

### Saneamento
O serviço de abastecimento de água é feito pela Companhia de Saneamento Básico do Estado de São Paulo (SABESP).

### Energia
A responsável pelo abastecimento de energia elétrica é a Enel Distribuição São Paulo, antiga Eletropaulo.

### Telecomunicações
O distrito era atendido pela Telecomunicações de São Paulo (TELESP), que inaugurou a central telefônica utilizada até os dias atuais. Em 1998 esta empresa foi vendida para a Telefônica, que em 2012 adotou a marca Vivo para suas operações.

## Atividades econômicas
A economia é baseada na agricultura e fortemente no comércio local, que é movimentado muito em função da população local empregada na capital paulista, já que a região tem baixa oferta de trabalho.

## Cultura
Desde 1951, os moradores de Cipó-Guaçu realizam o tradicional casamento caipira, sempre no último domingo do mês de junho, por ser o mais próximo do dia de São Pedro (29 de junho). A festa que visa manter as tradições dos antigos moradores da vila, atrai muitas famílias e crianças, além de visitantes de toda a região.
Durante o fim de semana de festejos, ocorre na praça Henrique Schunck a quermesse com comidas típicas, moda de viola e apresentações de bandas. No domingo, a atração principal fica por conta do desfile com carros de bois, tratores e os participantes devidamente trajados, que percorrem cerca de 1 km. Em seguida, há o casamento caipira e a dança da quadrilha, momento alto da festa.

## Religião
O Cristianismo se faz presente no distrito da seguinte forma:

### Igreja Católica
- A igreja faz parte da Diocese de Campo Limpo[22].

### Igrejas Evangélicas
- Assembleia de Deus - O distrito possui congregação da Assembleia de Deus Ministério do Belém, Setor 46 - Embu-Guaçu[23][24].
- Congregação Cristã no Brasil[25].